# Sança Gómez

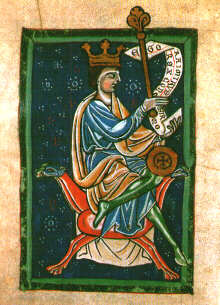
Miniatura medieval representant el rei Ramir III de Lleó.

Sança Gómez (Saldaña?, ca. 960/965–985/986) va ser reina consort de Lleó.
Muller de Ramir III (966-985), amb qui es va casar el 980. La filiació més probable és que fos una Banu Gómez i que els seus pares van ser els comtes Gómez Díaz de Saldaña i Muniadomna Fernández de Castella, i, per tant, era neta del comte Ferran González. A la mort del rei, no se'n tenen més notícies, raó per la qual es creu potser va morir també vers 985 o 986. Va ser enterrada al Panteó dels Reis de l'església de Sant Isidor de Lleó, on va ser enterrat també el seu marit.
Amb Ramir va tenir almenys un fill, Ordoni Ramírez el Cec, que amb la mort dels seus pares i a causa de la guerra civil, va ser encomanat a la seva àvia, Teresa Ansúrez, que es trobava llavors a Astúries. Posteriorment aquest es casaria amb Cristina Bermúdez, filla de Beremund II.